# Ásvány Ákos
Ásvány Ákos (Balinka, 1923. szeptember 25. – Budapest, 1994. január 3.) - borász.

## Életrajza
Ásvány Ákos 1923. szeptember 25-én született a Fejér vármegyei Balinkán. 1947-ben a József Nádor Műszaki és Gazdaságtudományi Egyetemen szerzett vegyészmérnöki oklevelet, majd 1960-ban a BME-en doktorált.
1947–1960 között a Szőlészeti és Borászati Kutatóintézet kutatóvegyésze, tudományos munkatársa, 1960–1969 között tudományos osztályvezetője, 1969-től 1979-ig tudományos főosztályvezetője, 1979–1980 között címzetes igazgatója. 1981–től 1994-ig az Országos Borminősítő Intézet igszgató helyettese.  1984-től a Kertészeti és Élelmiszeripari Egyetem címzetes egyetemi tanára.

## Munkássága
- Bormikrobiológiával, bortechnológiával, a magyarországi erjesztési eljárások korszerűsítésével foglalkozott, számos új borélesztőt állított elő, vizsgálta az úgynevezett pektinbontó enzimek hatását.
- Kiemelkedő eredményeket ért el a vörösborok színkinyerése és a palackozott borok stabilizálási eljárásának vizsgálata terén.
- Kidolgozta a magyarországi borkészítés, -kezelés és -palackozás mikrobiológiai ellenőrzési rendszerét, illetve a palackozott borok egyszerű és gyors stabilizálási eljárásait.

Halála után a Nemzetközi Szőlészeti és Borászati Hivatal Ásvány Ákos-díjat alapított (évente adják át a legjobb bornak a szlovéniai Vino Ljubljana borversenyen).

## Tagságai
Tagja a Magyar Tudományos Akadémia–Mezőgazdasági és Élelmiszeripari Minisztérium (MÉM) Élelmiszer-tudományi Komplex Bizottságának, titkára; a Szőlészeti és Borászati Biz. Borászati Szakosztályának elnöke. A Magyar Borakadémia elnöke (1992–1994). Az Olasz Szőlészeti és Borászati Akadémia (l.: 1976), a genfi Nemzetközi Bor Akadémia tagja. A Nemzetközi Szőlészeti és Borászati Hivatalban (OIV) Magyarország képviselője, az OIV elnökségi tagja, majd alelnöke (1958–1994). A budapestii nemzetközi borversenyek (1958–1969) és a bp.-i I. Borvilágverseny szervezője (1972) és a bíráló bizottság elnökségi tagja.

## Elismerései
- Munka Érdemrend (bronz, 1964; ezüst, 1974).
- MÉTE-emlékplakett (1969)
- Sigmond Elek-emlékérem (1972)
- MTA Jubileumi Emlékplakett (1975)
- Rácz Sándor-emlékplakett (1976)
- Sopron város Jubileumi Emlékplakettje (1977)
- Bajai Nyár Emlékplakett (1978)
- Mezőgazdasági Érdemrend Lovagja (Chevalier de l’’Ordre Mérité Agricole, 1982)

Borászati tanulmányai elsősorban a Szőlészeti és Borászati Kutató Intézet Évkönyvében (1947–1980), a Kertészet és Szőlészetben (1953–1992), a Borgazdasági Értesítőben (1954-től), a Borgazdaságban (1958–1974), a Kísérletügyi Közleményekben (1959-től), a Magyar Mezőgazdaságban (1962-től), a Szőlő- és Gyümölcstermesztésben (1966-tól), a Kémiai Közleményekben (1971) és a Szőlő–Bor Informban jelentek meg (1971–1980).

## Főbb művei
- A magyar borélesztők morfológiai és fiziológiai vizsgálata. Soós Istvánnal. (Szőlészeti és Borászati Kutató Intézet Évkönyve, 1950)
- Szőlészeti és borászati zsebkönyv. Pálinkás Gyulával. (Budapest, 1955, 2. bővített és átdolgozott kiadás 1960)
- Vizsgálatok az édes borok tartósítása köréből. Egyetemi doktori értekezés (Budapest, 1959)
- Első hazai tapasztalatok a tankos erjesztéssel kapcsolatban. Kádár Gyulával. (Borgazdaság, 1959)
- Borászat. Rakcsányi Lászlóval. (Budapest, 1963, 2. kiadás 1967)
- Korszerű borászati üzemek. Prehoda Józseffel. (Budapest, 1964)
- Édes borok biológiai stabilitása szorbinsavval. (Szőlő–Bor Információ 1974).